# Polyana Viana
Pour les articles homonymes, voir Viana.
Polyana Viana, née le 14 juin 1992 à São Geraldo do Araguaia (Brésil), est une pratiquante brésilienne d'arts martiaux mixtes (MMA). Elle combat actuellement dans la catégorie des poids pailles de l'Ultimate Fighting Championship (UFC).

## Jeunesse et débuts en jiu-jitsu brésilien
Polyana Viana Mota naît le 14 juin 1992 à São Geraldo do Araguaia, dans l'État du Pará, au Brésil. En 2013, elle commence à s'entraîner au jiu-jitsu brésilien et elle fait ses débuts professionnels en arts martiaux mixtes (MMA) à la fin de cette même année.

## Carrière dans les arts martiaux mixtes

### Débuts et Jungle Fight (2013-2017)
Le 14 décembre 2013, elle affronte la Brésilienne Silvana Pinto à Marabá, au Brésil, et remporte le combat par KO technique. Le 8 août 2014, elle affronte la Brésilienne Mirelle Oliveira do Nascimento à Teresina, au Brésil, et remporte le combat par soumission. Le 12 avril 2014, elle affronte la Brésilienne Thais Santana à Araguatins, au Brésil, et remporte le combat par KO technique. Le 7 juin 2014, elle affronte la Brésilienne Débora Silva à Uruará, au Brésil, et remporte le combat par KO technique. Le 14 décembre 2014, elle affronte la Brésilienne Aline Sattelmayer à São José dos Campos, au Brésil, et perd le combat par décision unanime.
Le 18 juillet 2015, elle affronte la Brésilienne Giselle Campos à Marabá, au Brésil, et remporte le combat par soumission. Le 12 septembre 2015, elle affronte la Brésilienne Karol Pereira Silva Cerqueira à Palmas, au Brésil, et remporte le combat par soumission. Le 28 novembre 2015, elle affronte la Brésilienne Amanda Ribas à Rio de Janeiro, au Brésil, et remporte le combat par KO. Le 21 mai 2016, elle affronte la Brésilienne Débora Dias Nascimento à São Paulo, au Brésil, et remporte le combat par soumission. Le 7 octobre 2017, elle affronte la Brésilienne Pamela Rosa à Rio de Janeiro, au Brésil, et remporte le combat par soumission.

### Ultimate Fighting Championship (depuis 2018)
Le 3 février 2018, elle affronte l'Américaine Maia Stevenson à Belém, au Brésil, et remporte le combat par soumission,,. Le 4 août 2018, elle affronte l'Américaine JJ Aldrich à Los Angeles, en Californie, et perd le combat par décision unanime,,. Le 2 mars 2019, elle affronte l'Américaine Hannah Cifers à Las Vegas, dans le Nevada, et perd le combat par décision partagée,,. Le 10 août 2019, elle affronte la Vénézuélienne Verónica Macedo à Montevideo, en Uruguay, et perd le combat par soumission,,.
Le 29 août 2020, elle affronte l'Américaine Emily Whitmire à Las Vegas, dans le Nevada, et remporte le combat par soumission,,. Le 13 février 2021, elle affronte l'Américaine Mallory Martin à Las Vegas, dans le Nevada, et remporte le combat par soumission,,. Sa prestation lors de cet évènement est désignée Performance de la soirée. Le 21 mai 2022, elle affronte la Brésilienne Tabatha Ricci à Las Vegas, dans le Nevada, et perd le combat par décision unanime,,. Le 5 novembre 2022, elle affronte l'Américaine Jinh Yu Frey à Las Vegas, dans le Nevada, et remporte le combat par KO,,. Sa prestation lors de cet évènement est désignée Performance de la soirée.
Le 12 août 2023, elle affronte la Brésilienne Iasmin Lucindo à Las Vegas, dans le Nevada, et perd le combat par soumission. Le 20 janvier 2024, elle affronte la Canadienne Gillian Robertson à Toronto, au Canada, et perd le combat par KO technique. Le 26 avril 2025, elle affronte la Brésilienne Jaqueline Amorim à Kansas City, dans le Missouri, et perd le combat par soumission.

## Vie privée
Polyana Viana a un fils nommé Deivid.
Le 5 janvier 2019, un homme a tenté dans la soirée de voler Polyana Viana à l'aide d'une arme factice alors qu'elle attendait devant son appartement à Rio de Janeiro,,,. Elle a donné un coup de poing à l'homme et l'a maîtrisé jusqu'à l'arrivée de la police,. Elle n'a pas été inculpée, les autorités ayant estimé qu'il s'agissait d'un cas de légitime défense.

## Palmarès

### Distinctions
- Ultimate Fighting Championship
  - Performance de la soirée (× 2) : face à Mallory Martin et Jinh Yu Frey[26],[33].

### Palmarès en arts martiaux mixtes
| 21 combats     | 13 victoires | 8 défaites |
| Par KO         | 5            | 1          |
| Par soumission | 8            | 3          |
| Sur décision   | 0            | 4          |

| Résultat | Record | Adversaire                     | Méthode                | Événement                                   | Date              | Round | Temps | Lieu                        | Notes                     |
| -------- | ------ | ------------------------------ | ---------------------- | ------------------------------------------- | ----------------- | ----- | ----- | --------------------------- | ------------------------- |
| Défaite  | 13-8   | Jaqueline Amorim               | Soumission             | UFC sur ESPN : Machado Garry contre Prates  | 26 avril 2025     | 2     | 1:49  | Kansas City, Missouri       |                           |
| Défaite  | 13-7   | Gillian Robertson              | TKO (coups de poing)   | UFC 297                                     | 20 janvier 2024   | 2     | 3:12  | Toronto, Canada             |                           |
| Défaite  | 13-6   | Iasmin Lucindo                 | Soumission             | UFC on ESPN: Luque vs. dos Anjos            | 12 août 2023      | 2     | 3:42  | Las Vegas, Nevada           |                           |
| Victoire | 13-5   | Jinh Yu Frey                   | KO (coups de poing)    | UFC Fight Night: Rodriguez vs. Lemos        | 5 novembre 2022   | 1     | 0:47  | Las Vegas, Nevada           | Performance de la soirée. |
| Défaite  | 12-5   | Tabatha Ricci                  | Décision unanime       | UFC Fight Night: Holm vs. Vieira            | 21 mai 2022       | 3     | 5:00  | Las Vegas, Nevada           |                           |
| Victoire | 12-4   | Mallory Martin                 | Soumission             | UFC 258                                     | 13 février 2021   | 1     | 3:18  | Las Vegas, Nevada           | Performance de la soirée. |
| Victoire | 11-4   | Emily Whitmire                 | Soumission             | UFC Fight Night: Smith vs. Rakić            | 29 août 2020      | 1     | 1:53  | Las Vegas, Nevada           |                           |
| Défaite  | 10-4   | Verónica Macedo                | Soumission             | UFC Fight Night: Shevchenko vs. Carmouche 2 | 10 août 2019      | 1     | 1:09  | Montevideo, Uruguay         |                           |
| Défaite  | 10-3   | Hannah Cifers                  | Décision partagée      | UFC 235                                     | 2 mars 2019       | 3     | 5:00  | Las Vegas, Nevada           |                           |
| Défaite  | 10-2   | JJ Aldrich                     | Décision unanime       | UFC 227                                     | 4 août 2018       | 3     | 5:00  | Los Angeles, Californie     |                           |
| Victoire | 10-1   | Maia Stevenson                 | Soumission             | UFC Fight Night: Machida vs. Anders         | 3 février 2018    | 1     | 3:50  | Belém, Brésil               |                           |
| Victoire | 9-1    | Pamela Rosa                    | Soumission             | Watch Out Combat Show 47                    | 7 octobre 2017    | 1     | 1:56  | Rio de Janeiro, Brésil      |                           |
| Victoire | 8-1    | Débora Dias Nascimento         | Soumission             | Jungle Fight 87                             | 21 mai 2016       | 1     | 3:23  | São Paulo, Brésil           |                           |
| Victoire | 7-1    | Amanda Ribas                   | KO (coups de poing)    | Jungle Fight 83                             | 28 novembre 2015  | 1     | 2:54  | Rio de Janeiro, Brésil      |                           |
| Victoire | 6-1    | Karol Pereira Silva Cerqueira  | Soumission             | Jungle Fight 81                             | 12 septembre 2015 | 1     | 2:24  | Palmas, Brésil              | Retour en poids pailles.  |
| Victoire | 5-1    | Giselle Campos                 | Soumission             | Maraba Combat-1.0                           | 18 juin 2015      | 1     | 1:31  | Marabá, Brésil              | Début en poids mouches.   |
| Défaite  | 4-1    | Aline Sattelmayer              | Décision unanime       | Real Fight 12                               | 14 décembre 2014  | 3     | 5:00  | São José dos Campos, Brésil | Début en poids pailles.   |
| Victoire | 4-0    | Débora Silva                   | TKO (coups de poing)   | Talento Uruará Fight                        | 7 juin 2014       | 1     | 1:09  | Uruará, Brésil              |                           |
| Victoire | 3-0    | Thais Santana                  | TKO (coups de poing)   | Araguatins Fight Night MMA                  | 12 avril 2014     | NC    | NC    | Araguatins, Brésil          |                           |
| Victoire | 2-0    | Mirelle Oliveira do Nascimento | Soumission             | Piaui Fight MMA 2                           | 8 février 2014    | 2     | 1:20  | Teresina, Brésil            |                           |
| Victoire | 1-0    | Silvana Pinto                  | TKO (arrêt du médecin) | Demolidor Extreme Combat 3                  | 14 décembre 2013  | 1     | 1:48  | Marabá, Brésil              |                           |